# Arrondissement Saint-Dié-des-Vosges
Saint-Dié-des-Vosges is een arrondissement van het Franse departement Vosges in de regio Grand Est. De onderprefectuur is Saint-Dié-des-Vosges.

## Kantons
Het arrondissement was tot 2014 samengesteld uit de volgende kantons:
- Kanton Brouvelieures
- Kanton Corcieux
- Kanton Fraize
- Kanton Gérardmer
- Kanton Provenchères-sur-Fave
- Kanton Raon-l'Étape
- Kanton Saint-Dié-des-Vosges-Est
- Kanton Senones
- Kanton Saint-Dié-des-Vosges-Ouest

Na de herindeling van de kantons bij decreet van 27 februari 2014, met uitwerking op 22 maart 2015, zijn dat:
- Kanton Bruyères  (deel: 14/51)
- Kanton Gérardmer
- Kanton Raon-l'Étape  (deel: 27/40)
- Kanton Saint-Dié-des-Vosges-1  (deel: 6/11)
- Kanton Saint-Dié-des-Vosges-2